# Bose–Einstein-kondensat (netværksteori)
Bose–Einstein kondensat i netværk er en faseovergang der observeres i komplekse netværk og kan beskrives af Bianconi–Barabási modellen. Denne faseovergang forudset et "winner-takes-all"-fænomen i komplekse netværk, og det kan matematisk lines til modellen som beskriver Bose–Einstein kondensat i fysik.